# نوشیگ الویان
نوشیگ الویان (ارمنی: Նուշիկ Էլոյան؛ انگلیسی: Noushig Eloyan؛ زادهٔ ۱۹۵۳) سیاستمدار ارمنی‌تبار اهل کانادا است. در انتخابات ۲ مه ۲۰۱۱ به عنوان عضوی از حزب لیبرال کانادا برای انتخاب اهانتسیک در پارلمان کانادا شرکت نمود.

## زندگی‌نامه
وی در ۱۹۵۳ میلادی در حلب، سوریه به دنیا آمد و از فارغ‌التحصیل گشت. وی در سال ۱۹۷۶ به کانادا مهاجرت نمود

## نگارخانه

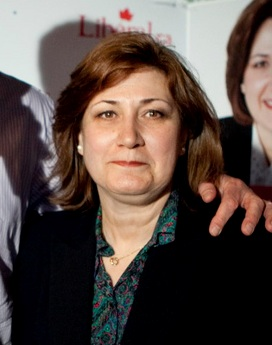